# Úrodnost
Úrodnost je vlastnost půdy nebo daného území, která umožňuje růst množství rostlin. Úrodnost je „schopnost“ půdy zajistit rostlinám po celou dobu jejich vegetace dostatečné množství živin a vláhy. Pojem „úrodnost“ se používá především v zemědělství a zahradnictví.

## Úrodná půda
Úrodnost půdy zlepšují zejména tyto ukazatele:
- dostatečné množství živin, zejména dusíku, fosforu a draslíku;
- obsah stopových prvků, jako je bor, chlór, kobalt, měď, železo, mangan, hořčík, síra, molybden, zinek a další;
- dostatek humusu, který zlepšuje strukturu půdy a zadržování vláhu;
- pH v rozmezí 6,0 do 6,8;
- vhodná struktura půdy (provzdušnění, zadržování vody);
- edafon – bohatost a rozmanitost společenstva organismů v půdě (včetně půdních mikroorganismů, které např. podporují růst rostlin jako symbiotičtí vazači dusíku aj., rozkládají pesticidy v půdě – tzv. mikrobiální degradace – atd.)

## Spolutvůrci úrodnosti půd
Spolutvůrci úrodnosti půd jsou půdní organismy. Tvoří z půdy autotransformační systém schopný racionálně hospodařit s energií, a tím se vyrovnávat s negativními vlivy. Edafon je nezbytný při tvorbě půdních agregátů, rozhoduje o bilanci živin a je významným činitelem biologického samočištění půdy. Organismy se účastní na změnách prostorového uspořádání půd tvorbou chodeb (bioturbace), tmelením částic a promícháváním půd. Snižování biologické aktivity v půdě neuváženým technologickým zásahem (neúměrná chemizace, poškození půdní struktury aj.) vede ke snížení úrodnosti půdy.
Edafon sice představuje jen dílek z půdní masy (zhruba tisícinu hmotnosti z celku), je ale naprosto nepostradatelný pro fungování celého půdního ekosystému a všech ekosystémů na půdu navazujících. Je to sice těžko uvěřitelné, ale o to pravdivější.
Nepostradatelné funkce půdních organismů a jejich význam pro ekosystém:
- rozklad a koloběh organické hmoty
- regulace dostupnosti a příjmu živin a vody
- detoxikace půdy
- udržování struktury půdy a regulace půdních hydrologických procesů
- výměna plynů a ukládání uhlíku
- kontrola růstu rostlin
- kontrola škůdců a chorob.[3]